# Ульф Фасе
Ульф Фасе (швед. Ulf Fase; невідомо — 1247) — середньовічний шведський ярл з могутньої династії Б'єльбу.

## Життєпис
Ульф Фасе, ймовірно, був сином ярла Карла Глухого (швед. Karl Döve) і належав до роду Фолькунгів. Після того як ярл Карл був убитий під час нападу шведів на естонців у Лігулаській битві в 1220 році, Ульф, як його найближчий родич, незабаром був обраний новим ярлом. Можливо, деякий ярл тимчасово займав посаду недовгий час до призначення Ульфа. До смерті короля Швеції Югана Сверкерссона у 1222 році Ульф, безперечно, вже обіймав цю посаду.
У 1222 році юний спадкоємець ворогуючої династії, Ерік Ерікссон, зійшов на престол як король Ерік XI у віці 6 років. Його неповнолітність означала, що ярл Ульф набув більшого впливу разом із Кнутом II Довгим. Номінальним регентом був двоюрідний брат Ульфа Бенґт Бірґерссон. У 1229 році король Кнут II узурпував трон і вигнав молодого Еріка. Ульф продовжував займати посаду ярла. Після смерті Кнута в 1234 році король Ерік, якому зараз виповнилося 18 років, повернувся на престол. Його прихильники не оцінили «зради» Ульфа, який п'ять років тому прийняв узурпатора над Еріком. Однак Ульф був надто сильним, щоб його скинули з посади. Існують чіткі записи, які свідчать про те, що Ульф Фасе мав право карбувати гроші, тобто виключно королівську прерогативу. Збереглося декілька екземплярів таких монет із його знаками.

У 1247 році відбулася спроба державного перевороту проти короля Еріка. Повстанці були розгромлені у битві при Спаррсетрі. Джерела не розкривають, чи був Ульф уже мертвий на той час, чи, якщо живий, яка була його роль у повстанні. Існує припущення, що він брав участь у повстанні і тому був страчений. У 1247—1248 роках було обезголовлено кількох повстанських лідерів, у тому числі сина Кнута Гольмґера Кнутссона (1210-ті — 1248). Після смерті Ульфа посаду ярла обіймав його родич Біргер Магнуссон.

## Діти
Ульф Фасе залишив по себе одного достовірно засвідченого сина, Карла Ульфссона, також відомого як «юнкер Карл», який мав погані стосунки з ярлом Біргером. Пізніше він пішов у добровільне вигнання, приєднавшись до Тевтонських лицарів у Лівонії. Карл загинув у 1260 році у битві біля озера Дурбе поблизу Риги в Курляндії.